# Oris-en-Rattier
Oris-en-Rattier – miejscowość i gmina we Francji, w regionie Owernia-Rodan-Alpy, w departamencie Isère.
Według danych na rok 1990 gminę zamieszkiwały 74 osoby, a gęstość zaludnienia wynosiła 4 osób/km² (wśród 2880 gmin regionu Rodan-Alpy Oris-en-Rattier plasuje się na 1545. miejscu pod względem liczby ludności, natomiast pod względem powierzchni na miejscu 566.).